# Karabiny Avalonu
Karabiny Avalonu (tyt. oryg. The Guns of Avalon) – drugi tom cyklu fantasy Kroniki Amberu autorstwa Rogera Zelazny’ego, wydany pierwotnie w 1972 roku. W Polsce po raz pierwszy wydany został w 1989 roku, w przekładzie Piotra Cholewy, w jednej książce razem z tomem Dziewięciu książąt Amberu. Karabiny Avalonu, to bezpośrednia kontynuacja pierwszej części cyklu.

## Fabuła
Corwin po opuszczeniu Cabry postanawia wyruszyć do jednego z Cieni, do Avalonu, w którym kiedyś spędził kilka wieków jako władca, odkrył bowiem pewną substancję, która w Amberze zyskiwała silnie wybuchowe właściwości. Ponieważ Avalon upadł, szukał podobnego cienia. Wytłumaczył to Ganelonowi w ten sposób – „Nasz Avalon padł, ale w Cieniu mogę raz jeszcze znaleźć taki sam”.
W drodze, przejeżdżając przez krainę Lorraine, spotkał wygnanego z Avalonu swojego dawnego generała – Ganelona. Corwin pozostał tam, gdyż dowiedział się o pewnym niepokojącym i groźnym zjawisku, które bardzo przypominało zagrażającą Amberowi klątwę rzuconą przez niego samego. Był to ciągle powiększający się czarny krąg, z którego wyłaniali się mroczni najeźdźcy. Corwin zwyciężył w bitwie i ruszył w dalszą drogę do Avalonu w towarzystwie Ganelona.
Po dotarciu do tej krainy, spotkał swojego brata Benedykta, który został tam protektorem. Korzystając z jego gościny, w tajemnicy zbiera składniki potrzebne do produkcji wybuchowego prochu i w międzyczasie poznaje Darę, podającą się za wnuczkę jego brata. Po zdobyciu upragnionej substancji, Corwin postanawia wyruszyć do wcześniej odkrytego Cienia, którego mieszkańcy uważali go za boga i już wcześniej pomagali mu jako żołnierze.
Razem z Ganelonem, opuścił w tajemnicy Avalon i wyruszył w drogę, ale po pewnym czasie zauważył, że w ślad za nim podąża Benedykt. Po szaleńczej ucieczce, Corwin zostaje zmuszony do walki z bratem, ale mimo przewagi Benedykta, udaje mu się go pokonać.
Po tym incydencie, Corwin zbiera armię i wyposażając ją w karabiny, rusza do Amberu, by przejąć władzę w królestwie. Kiedy ostatecznie dociera do rodzinnego świata, zastaje wojska Amberu walczące z mrocznymi siłami. Włączając się do bitwy, daje zwycięstwo amberytom dzięki karabinom. W walce ginie jego brat Eryk, który dotychczas zasiadał na tronie Amberu i siłą rzeczy Corwin zdobywa władzę w Amberze biorąc z rąk zmarłego brata Klejnot Wszechmocy.

## Wydania w Polsce
- Dziewięciu książąt Amberu/Karabiny Avalonu, wyd. Iskry 1989, tł. Blanka Kuczborska/Piotr W. Cholewa, ISBN 83-207-1206-8.
- Karabiny Avalonu, wyd. Iskry 1994, tł. Piotr W. Cholewa, ISBN 83-207-1461-3.
- Karabiny Avalonu, wyd. Zysk i S-ka 1999, tł. Piotr W. Cholewa, ISBN 83-7150-640-6.